# Pastorale for harmoniorchester
Pastorale for harmoniorchester is een compositie van Niels Gade. Het is een van de zeer onbekende werken van deze Deense componist. Er is een manuscript in het bezit van Det Kongelige Bibliotek te Kopenhagen. Voorts maakte Dagmar Gade er melding van in haar boek. Er zijn in 2013 opnamen voorhanden.
Het werk is een muzikale groet aan Louise van Hessen-Kassel, die haar 70-ste verjaardag vierde op kasteel Fredensborg op 7 september 1887.